# Гавайская демократическая революция 1954 года
Гавайская демократическая революция 1954 года (англ. Hawaii Democratic Revolution of 1954) — события на Гавайском архипелаге, рассматриваемые в американской историографии как ненасильственная революция. Она состояла из всеобщих забастовок, акций протеста и других актов гражданского неповиновения. 
В борьбе с местной олигархией сформировалась разнородная коалиция, которая требовала социально-экономических и политических преобразований. Её активными участниками были рабочие Интернационального профсоюза портовых грузчиков и складских рабочих (ILWU); рабочие иностранного (японского, филиппинского, китайского) происхождения; ветераны 442-го пехотного полка, почти полностью укомплектованного из этнических японцев, Демократическая и Коммунистическая партия Гавайев.
Бастовавшие на островах с 1930-х совместно рабочие разных национальностей требовали аналогичной оплаты и защиты труда со своими коллегами из континентальных штатов. Сразу после Второй мировой войны профсоюзный «марш вглубь островов» обернулся рядом крупных забастовок; в 1949 году в результате одной из них Гавайи не принимали корабли в течение 177 дней. Всеобщие забастовки, акты гражданского неповиновения и уличные протесты нарастали, достигнув пика в начале 1950-х годов. 
Гавайская «революция 1954 года» в социально-экономическом плане подкосила всевластную монополию «Большой пятерки» корпораций, привела к введению прогрессивного налогообложения, земельной реформы и законодательства в сфере защиты окружающей среды, создала систему здравоохранения, расширила трудовые права, право на забастовку и возможность заключения коллективных договоров. 
Революция завершилась территориальными выборами 1954 года, на которых оборвалось длительное правление Гавайской республиканской партии, которая безраздельно находилась при власти на Гавайях с момента присоединения к США — победу одержала Демократическая партия Гавайев. Однако решения местного законодательного собрания сначала ветировались назначенным из Вашингтона губернатором. К тому же, влиятельным союзником республиканской администрации в подавлении порывов с Гавайев были «диксикраты» — члены Демократической партии США из южных штатов. Они боялись социальной революции на Гавайях, к тому же не могли простить своим гавайским однопартийцам сотрудничества с коммунистами. Наконец, 27 июня 1959 года здесь провели референдум, на котором 93 % избирателей поддержали статус штата для Гавайев. 

## Предыстория

Азиатские рабочие на плантациях наполняют мешки сахаром в 1910-х годах.

На Гавайях установилась система с доминирующей партией после революции 1887 года. «Конституция штыка» 1887 года отняла большую часть власти у местной монархии и установила господство Республиканской партии в законодательном органе. Не считая краткой смены власти на Партию самоуправления после аннексии, республиканцы бессменно управляли Территорией Гавайев. Республиканцы-промышленники сформировали мощную сахарную олигархию — «Большую Пятерку».
Во время судебного разбирательства по поводу скандального убийства Кахахаваи республиканцы продемонстрировали своё могущество, сократив 10-летний срок за непредумышленное убийство до одного часа. Но это был не единственный случай злоупотребления властью; прошлые проступки были в основном связаны с экономической выгодой. Среди недовольных жителей Гавайев был Джон Э. Бёрнс, на тот момент сотрудник полиции. Он основал движение, опираясь на поддержку обедневших работников сахарных плантаций, и восстановил силы разделённой и слабой Демократической партии Гавайев.

## Профсоюз ILWU и коммунисты
В 1930-х годах морские грузчики Хило во главе с Джеком Кавано начали совместную забастовочную борьбу рабочих разных расовой и национальной принадлежности. Они вошли в состав Интернационального профсоюза портовых грузчиков и складских рабочих (ILWU, основан в 1937 году при участии коммунистов и синдикалистов-выходцев из «Индустриальных рабочих мира»), ключевую роль в котором стал играть вернувшийся на Гавайи моряк-коммунист Джек Уэйн Холл.
С конца 1930-х годов профсоюзы организовали ряд забастовок, требуя равной оплаты труда с рабочими Западного побережья США. Иногда стачки жестоко подавлялись — как забастовка 1938 года в Хило на компании, осуществлявшей пароходство между островами: разгоняя одну из демонстраций, полицейские в «Кровавый понедельник» расстреляли двести безоружных протестующих; были ранены 50 человек, из них 2 детей. Но это не остановило расширение профсоюзного движения: объединив в своих рядах абсолютное большинство рабочих портов и доков, Международный союз портовых и складских рабочих принялся за создание профсоюза работников с плантаций сахарного тростника и ананасов. 
Во время Второй мировой войны забастовочная борьба была приостановлена, поскольку участники посвятили свои усилия победе над странами Оси. Сближение в 1944 году ILWU и Коммунистической партии Гавайев с Демократической и её видным активистом Бёрнсом положило начало движению за расширение политического влияния рабочего класса. Впоследствии Бёрнс признавал в 1975 году, что члены Коммунистической партии в профсоюзах обеспечили жизненно важный опыт подпольности и органайзинга среди рабочих.

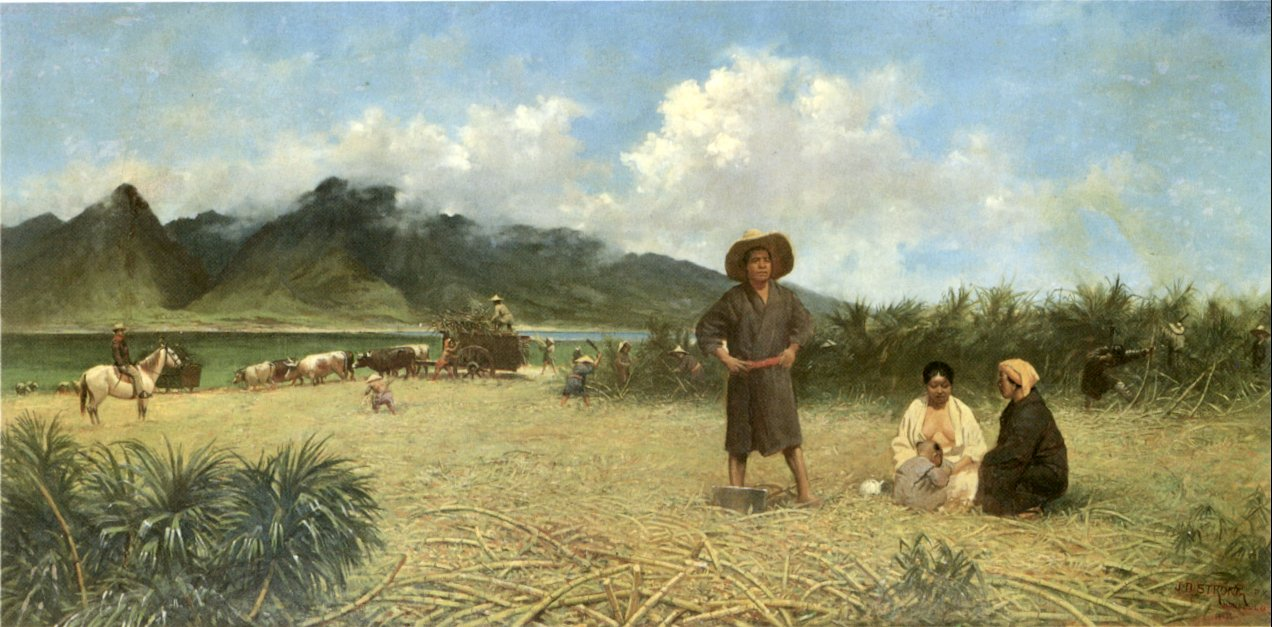
Японские рабочие на Мауи собирают сахарный тростник в 1885 году.

После свержения Гавайской монархии группой представителей иностранной и местной торговой буржуазии, на островах уже не было ограничений для расширения плантаций и закрепления олигопольного положения «Большой пятерки». Экономическое неравенство и эксплуатация увеличились в силу чрезмерной концентрации богатств в руках плантаторов. 
Ранее на плантациях забастовки не удавались, поскольку, проводилось сугубо какой-то отдельной из этнических групп, а представители других действовали как штрейкбрехеры; традиционным примером было соперничество лагерей японских и филиппинских работников (за исключением забастовки на сахарных плантациях Оаху 1920 года, когда рабочие японского и филиппинского происхождения бастовали вместе). Многим рабочим-иммигрантам было отказано в гражданстве, но они могли жить и работать на островах по контракту (фактически в условиях «договорного рабства»). 
Однако следующее поколение, дети рабочих-иммигрантов, родившиеся на Гавайях, Нисэй, автоматически получали гражданство, могли регистрироваться избирателями и стали основным демографическим фактором в пользу движения. Они также посещали школу вместе с детьми из других этнических групп и подчас вступали между собой в брак, что свело на нет межэтническое соперничество поколения их родителей. После встречи 1944 года Джек Холл начал организовывать этих рабочих плантаций в забастовочную кампанию, известную как «March Inland» (с англ. — «Марш внутрь островов»), для улучшения условий и оплаты труда.
После войны Бёрнс смог заручиться поддержкой вернувшихся домой японо-американских ветеранов 100-го и 442-го полков. Он побуждал ветеранов получать образование в соответствии с законом «G.I. Bill» и баллотироваться на государственные должности. Дэниел Иноуэ, ставший в итоге видным сенатором США, считается первым из завербованных им ветеранов и выступал заметным активистом в движении.

## «Марш внутрь островов»
Забастовки Холла и Кавано возобновились после войны. ILWU помогла организовать рабочих плантаций в профсоюзы от моря до суши. Это позволило движению организовывать всеобщие забастовки в сахарной и ананасовой отрасли, в придачу к стачкам в доках и портах. Гавайская сахарная забастовка 1946 года против Гавайской Ассоциации сахарных плантаторов и «Большой пятерки» принесла крупным собственникам рекордные убытки на 15 миллионов долларов. Последовала ананасная забастовка 1947 года на острове Ланаи, но она закончилась неудачей, и её повторили в 1951 году. Гавайская забастовка докеров 1949 года заморозила судоходство на Гавайях на 177 дней и закончилась территориальным Актом захвата дока.

## Коренные гавайцы
Коренные гавайцы оказались по обе стороны революции: в то время они находились в состоянии социальной неопределенности, обладая меньшими правами и привилегиями, чем гавайцы европейского происхождения, но большими, чем гавайцы восточноазиатского происхождения. Пожилые коренные жители Гавайских островов зачастую опасались, что эти изменения приведут к дальнейшему понижению их статуса, в то время как молодёжь активно включалась в движение, видя возможность получить выгоду от изменения статус-кво.

## Антикоммунистические преследования
По мере развития движения стачки становились всё более политизированными, и во время забастовки 1949 года белая республиканская аристократия владельцев «Большой пятерки» всё активней нападала на (реальные или мнимые) коммунистические элементы и тенденции в стане рабочих. После забастовки докеров, 7 октября 1949 года территориальный законодательный орган обратился в Комиссию Палаты представителей США по расследованию антиамериканской деятельности с жалобой на участившиеся забастовки. 28 августа 1951 года ФБР схватило семерых видных коммунистов-участников движения, в том числе Джека Холла, Чарльза Фудзимото (председателя Коммунистической партии Гавайев) и Кодзи Ариёси (редактора издания «Honolulu Record»). «Гавайская семёрка» была обвинена, в соответствии с Актом Смита, в «заговоре с целью свержения правительства». Суд над входившими в неё коммунистами длился два года, и освобождены они были только в 1958 году, когда разгромленная ФБР Компартия Гавайев уже прекратила своё существование.

## Выборы и политические реформы
Председателем съезда местной Демократической партии накануне выборов 1950 года был избран Джон Бёрнс, готовившийся к прорыву на предстоящих выборах. Но партия разделилась на две фракции: правую («Walkout»), выступавшую против Бёрнса, и левую («Standpat»), включавшую основателя самой Демократической партии Гавайев Джона Уилсона, который, хотя и не всегда соглашался с Бёрнсом, союзничал с ним. Разобщённость консервативных членов позволила партии смещаться влево; при этом Бёрнс, желавший установить левоцентристскую партийную идеологию, заставил членов партии подписаться под присягой лояльности Демократической, а не Коммунистической партии, чтобы отклонить антикоммунистическую критику и одновременно держать под контролем более радикальное левое крыло. В течение этого времени коммунисты воздерживались от обсуждения своей идеологии, а атмосфера маккартизма способствовала их преследованиям и вытеснению из политической жизни.
Соперничество между фракциями Демократической партии привело к нескольким поражениям на выборах против республиканцев, однако в преддверии выборов 1954 года фрагментация правого крыла позволила объединить партию вокруг левоцентристов. В итоге, территориальные выборы 1954 года позволили демократам занять ещё 11 мест в законодательном собрании (легислатуре), доведя представительство до 22 депутатов, в то время как у республиканцев было всего восемь.
Реформы местных демократов включали прогрессивный налог, земельную реформу, защиту окружающей среды, всеобъемлющий план медицинского страхования и расширение свободы коллективных переговоров и гарантий трудовых договоров.
Президент Дуайт Д. Эйзенхауэр назначил губернатором республиканца Сэмюэля Уайлдера Кинга, который действовал как обструкционист, используя за время своей администрации право вето 71 раз. Бёрнс смог избраться губернатором только после получения территорией статуса штата, а Демократическая партия Гавайев практически безраздельно доминирует в политической жизни штата с 1962 года. Стачечная кампания ILWU продолжалась до 1958 года, когда с 1 февраля по 6 июня прошла еще одна крупная забастовка работников плантаций сахарного тростника («забастовка Алоха»).

## Обретение статуса штата
Идея предоставления Гавайям статуса штата не получала заметной поддержки в Конгрессе до 1953 года, когда Палата представителей Соединенных Штатов приняла соответствующий законопроект, который не стал законом. Бёрнс попытался работать вместе с представителями Аляски, также стремившейся стать штатом США. 
При этом Бёрнс подвергался нападкам антикоммунистически и расистски настроенных южных демократов за своё сотрудничество с коммунистами и перспективу избрания ещё одного небелого сенатора и противника расовой сегрегации. На самих Гавайях 93 % населения проголосовали в поддержку получения статуса штата. Штат Гавайи был создан после Акта о приёме в состав США от 18 марта 1959 года, вступившего в силу 21 августа.

## Известные лица движения
- Джон Э. Бернс: лидер движения.
- Джек Холл: директор регионального отделения профсоюза ILWU, коммунист.
- Джон Х. Уилсон: основатель Демократической партии Гавайев.
- Дэниел Иноуэ: позднее сенатор от Гаваев и временный президент Сената США.
- Уильям С. Ричардсон: позднее председатель Верховного суда Гавайев.
- Джордж Ариёси: позднее губернатор Гавайев.
- Томас Джилл: позднее лейтенант-губернатор и 1-й окружной конгрессмен.
- Спарк Мацунага: позднее конгрессмен от 1 округа и сенатор США.
- Пэтси Минк: позднее конгрессменконгрессмен от 2 округа.
- Кодзи Ариёси: редактор «Гонолулу рекорд» и один из «Гавайской семёрки».
- Фрэнк М. Дэвис: обозреватель «Гонолулу рекорд» и поэт.